# Мандрикова-Дончик Надія Олексіївна
Надія Олексіївна Ма́ндрикова-До́нчик (26 травня 1923, Себине — 8 серпня 2010, Миколаїв) — українська художниця; член Спілки художників України з 1992 року. Мати художниці Лариси Мандрикової.

## Біографія
Народилася 26 травня 1923 року в селі Себиному (нині Миколаївський район Миколаївської області, Україна). Закінчила семирічну школу, після чого продовжила навчання у вечірній школі, працювала в суді, на заводі, а по вихідних днях — статистом в Театрі юного глядача. Брала участь у німецько-радянській війні.
1951 року закінчила факультет живопису Одеського художнього училища, була ученицею Бориса Еберса, Леоніда Мучника, Миколи Шелюто. Працювала у Львові. З 1953 року — у Миколаєві, де протягом 1956—1986 років працювала художником-живописцем в Товаристві художників, потім — у Художньому фонді.
Мешкала у Миколаєві в будинку на вулиці Малиновського, № 48. Померла у Миколаєві 8 серпня 2010 року.

## Творчість
Працювала у галузі станкового живопису, створювала жанрові картини, портрети, пейзажі, натюрморти у реалістичному стилі з елементами імпресіонізму. Серед робіт:
- «Спогади» (1948);
- «Після дощу на Інгулі» (1960);
- «На вечорниці» (1971);
- «Натхнення» (1972);
- «Материнські квіти» (1973);
- «Садок вишневий» (1973);
- «Мрія» (1976);
- «Великдень» (1983);
- «Квіти взимку» (1984);
- «Господи, помилуй» (2000);
- «Настуся» (2003);
- «Розговіємося» (2006).

Брала участь в обласних, всеукраїнських, міжнародних мистецьких виставках з 1953 року. Персональні виставки відбулися у Миколаєві у 1992, 1998 роках. 
Окремі роботи художниці зберігаються у Миколаївському художньому музеї.